# 調子の良い鍛冶屋

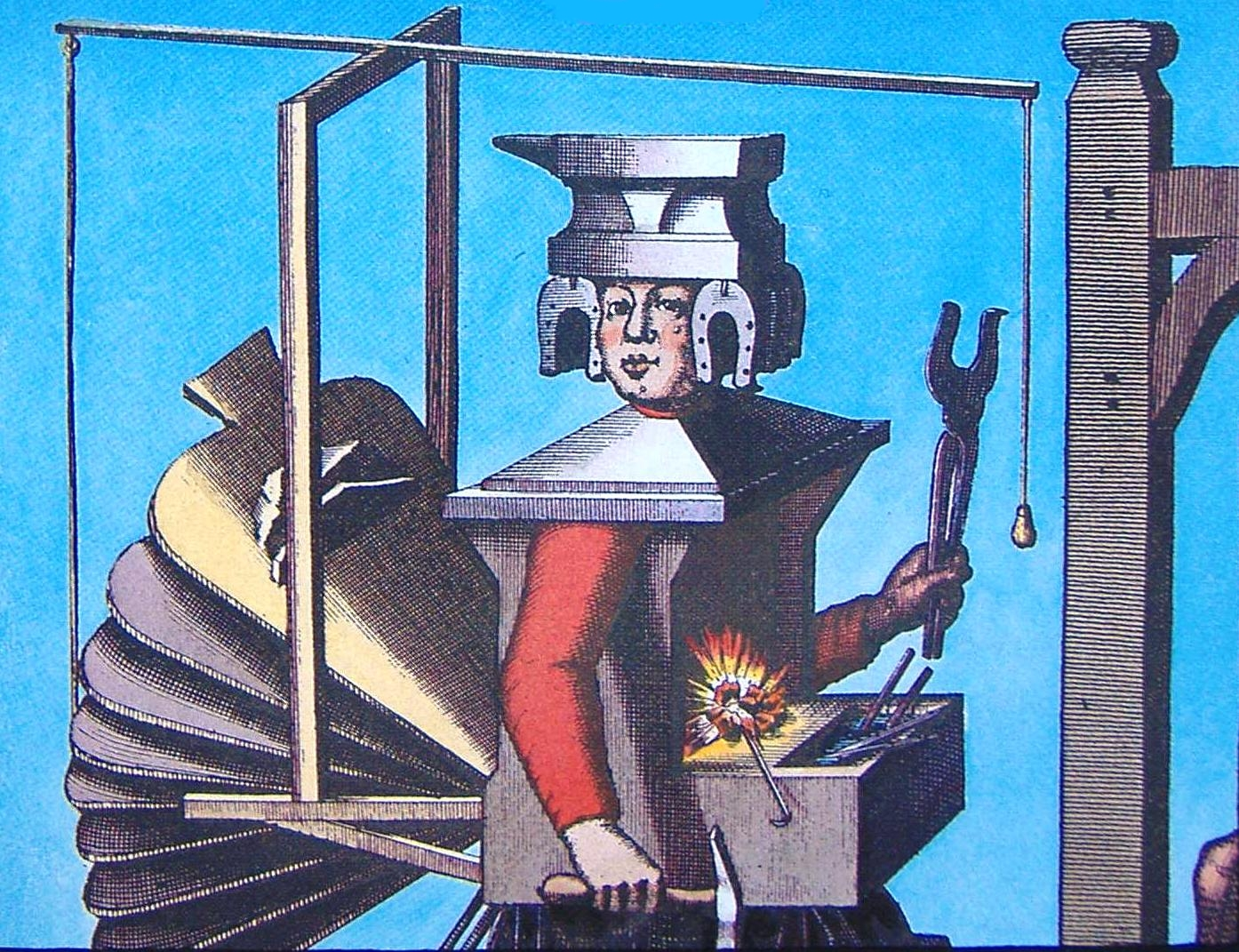
ニコラ・ド・ラルメサン (1684-1755) 筆「ゆかいな鍛冶屋」

『調子の良い鍛冶屋』（ちょうしのよいかじや、英語：The Harmonious Blacksmith）は、ゲオルク・フリードリヒ・ヘンデルの『ハープシコード組曲第1集』第5番 ホ長調 HWV.430 の終曲「エアと変奏」に付けられた通称。楽曲は、イングランド伝統のディヴィジョン様式で構成され、エアに続いて5つのドゥーブルが連なり、変奏の度ごとに旋律もしくは伴奏の音価が細分化されてゆく。すなわち、右手に16分音符が連鎖する第1変奏、16分音符の動きが左手に移る第2変奏、16分音符の三連符が右手に現れる第3変奏（第4変奏は同じ音型が左手に移動）、32分音符が両手に交互に現れる最終変奏、といった工合である。
日本では、「調子の良い鍛冶屋」という訳語が定着しているが、「調子の良い」はHarmoniousを翻訳したもので「音が調和している」の意味であり、リズミカルに調子がいいという意味ではない(ここでの「調子」は音調の意味)。別邦題として「愉快な鍛冶屋」と呼ばれるが勘違いの産物であろう。
また、鍛冶屋のハンマーの音はしばしばよく響くところから、軽快にハンマーを叩く「よく響く鍛冶屋」とも解釈できる。

## 『ハープシコード組曲第1集』第5番 ホ長調 HWV.430
ハープシコード組曲第1集（出版1720年）の8曲中の第5曲。下記の4楽章からなる。
1. Praeludium（前奏曲）
2. Allemande（アルマンド）
3. Courante（クーラント）
4. Air with 5 variations（エアと変奏）〜通称「調子の良い鍛冶屋」

## 1720年の「8つの組曲」
ヘンデルは、1720年に、8曲からなる最初のハープシコード組曲を出版し、次のような序文を寄せた。

## 通称
なぜ「調子の良い鍛冶屋」という通称が付いたのか、また誰がそう呼び始めたのかに関しては、数々の説明がなされてきた。この呼び名は、ヘンデルが付けたのではないし、この変奏曲が単独で有名になる19世紀初頭までは、記録にも現れない（死後もイングランドではヘンデルの作品がずっと有名だったとしても、この曲だけはとびぬけて有名だったということは特筆すべきであろう）。

### 偽りの由来

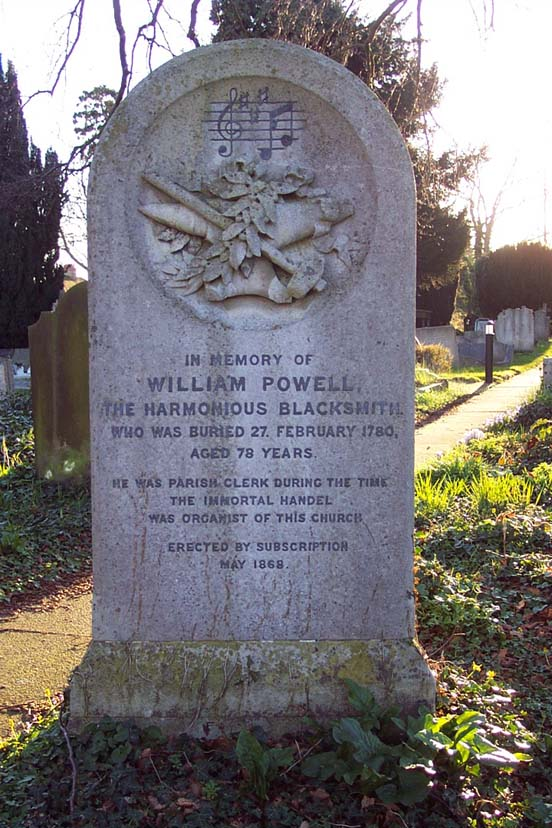
ウィリアム・パウエルの人騒がせな記念碑

ヘンデルが、1717年から1718年までキャノンズのシャンドス公爵に仕えていた頃、鍛冶屋の軒下で雨宿りをしていたところ、ハンマーが金床を撃つ音に霊感を受け、旋律を思い付いて書き留めたとする逸話がある。第1変奏において規則的に反復される保続音（右手のロ音）が、鍛冶職人の鉄鎚の音を連想させうるからである。この話の変形に、ヘンデルは鍛冶屋が口ずさんだ旋律を耳にして、その後「エア（旋律主題）」にしたというものがある。この説明は、旋律を借用するというヘンデルにはよくある手法と見事に合致する。
だが、どちらの話も真実ではない。この手の伝説は、ヘンデルの死後75年を経て現れた、リチャード・クラーク（Richard Clark）の著書『ヘンデルの回想（Reminiscences of Handel）』（1836年）が出所なのである。当時ヘンリ・ワイルド（Henry Wylde）とクラークは、ウィットチャーチ近隣の鍛冶屋の工房で古びた金床を見つけると、ウィリアム・パウエルこそが件の「鍛冶屋」であるとのデマをでっち上げた。だが、実のところパウエルは、教会の牧師だったのだ。ワイルドとクラークは、寄付を募ってパウエルの木製の記念碑さえ建てた。1868年には、今度はウィットチャーチの住民が壮大な墓碑を建てた。これは今も存在しており、碑文には次のようにある。
ヘンデルは、セント・ローレンス教会のオルガン奏者だったためしはなく、1720年にチェンバロ組曲を作曲した頃は、まだキャノンズにはおらず、チェシャー州のアドリントン・ホールにいたのである。

### 真説「調子の良い鍛冶屋」
サマセット州バス出身のウィリアム・リンタンは、『エアと変奏』を出版しているが、かつては鍛冶職人の見習いだった。つまり、「調子の良い鍛冶屋」という通り名は、リンタンにちなんでいるのである。以下の記事からすると、おそらく「調子の良い鍛冶屋」と名づけて出版したのもリンタンだったらしい。
チャペルは音楽史の権威であり、この逸話もおそらく真実なのかもしれないが、リンタン出版の『エアと変奏』の出版譜は大英博物館には現存していない。同博物館の学芸員でヘンデルの名高い研究家であったW.C.スミスは、1940年現在で、「調子の良い鍛冶屋」と題された出版譜を持っていたが、それは British Harmonic Institution 社が刊行したもので、連弾用に編曲された、「1819年」の透かし入りの楽譜であったという。

## 起源
曲の起源についてだが、リチャード・ジョーンズ（Richard Jones, 1680年頃～1740年頃）が短調ながらもほとんど同一の旋律でブレーを残している。だが、ジョーンズよりヘンデルが先だったのか、もしくはその逆だったのかは分かっていない。ヘンデル自身の歌劇『アルミーラ』（1704年完成）に、『調子の良い鍛冶屋』の旋律主題に良く似た一節が含まれているので、ヘンデルは自分の旧作を使った可能性が高い。ベートーヴェンはこれと同じ旋律によって、オルガンのための2声フーガを作曲している。

## 関連楽曲
イグナーツ・モシェレスは、この曲によるヘ長調の「変奏曲」作品29を作曲している。イーゴリ・マルケヴィチは、同様に「ヘンデルの主題による変奏曲、フーガとアンヴォワ」を作曲しており、これは彼の最後の作品である。

## 註
1. ↑  Hogwood, Christopher (1988). Handel. Thames & Hudson Ltd. ISBN 978-0500274989